# Млинки-Лашки
Мли́нки-Лашки́, Лашки — місцевість Кременчука. Розташована в північно-східній частині міста.

## Розташування
Млинки-Лашки на північному заході межують з Великою Кохнівкою, на південному заході — з Чередниками.
Транспорт який обслуговує мікрорайон Лашки:
Автобус 10А
Маршрутне таксі 10